# 대화관광
대화관광(大化觀光)은 경기도 구리시 아차산로 471 (교문동)에 있는 관광버스 운송 업체다.

## 연혁
- 1982년 12월 20일 : 회사 설립

## 현황
2019년 1월 기준이다.
| 운행업체 | 보유 노선수 | 보유 노선수 | 보유 노선수 | 등록 대수 | 등록 대수 | 등록 대수 | 등록 대수 |
| -------- | ----------- | ----------- | ----------- | --------- | --------- | --------- | --------- |
| 운행업체 | 노선 합계   | 시외버스    | 고속버스    | 대수 합계 | 시외버스  | 고속버스  |           |
| 대화관광 | 1           | 1           | -           | 3         | 3         | -         |           |

## 보유차량
현대자동차
- 현대 뉴 프리미엄 유니버스 익스프레스 노블
- 현대 뉴 프리미엄 유니버스 익스프레스 프라임
- 현대 뉴 프리미엄 유니버스 노블EX

## 같이 보기
- 선진고속관광